# Wolfgang Bozic

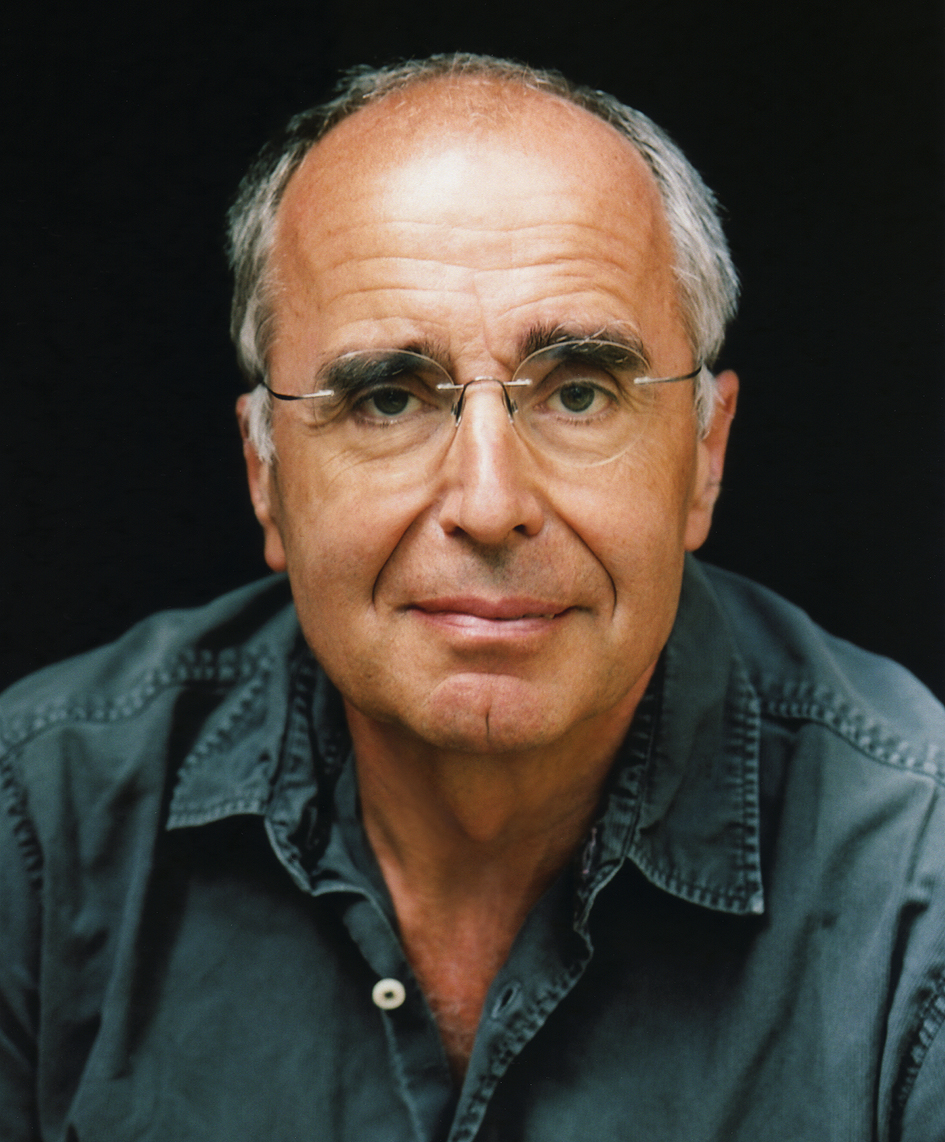
Wolfgang Bozic (2010)

Wolfgang Bozic (* 9. November 1947 in Graz) ist ein österreichischer Dirigent.

## Leben
Wolfgang Bozic wuchs in Graz auf. Während seiner Schulzeit begann er seine Ausbildung zum Pianisten am Konservatorium seiner Heimatstadt, der heutigen Universität für Musik und Darstellende Kunst. Nach der Matura studierte er ebendort Klavier und Dirigieren und schloss 1969 seine Ausbildung mit Auszeichnung ab. Anschließend studierte er als Stipendiat ein Jahr am Conservatorio di Santa Cecilia in Rom bei Franco Ferrara sowie am Mozarteum in Salzburg bei Carlo Zecchi und Bruno Maderna. Im Jahr 1970 wurde er zunächst als Solorepetitor ans Opernhaus Graz verpflichtet, an dem er ab 1971 eigene Dirigate übernahm. 1972 dirigierte er dort die österreichische Erstaufführung von Benjamin Brittens Oper „Tod in Venedig“. 1981 war er Preisträger des „Karl-Böhm-Wettbewerbs.“
Von 1975 bis 2001 bekleidete er am Grazer Opernhaus die Stelle des Ersten Kapellmeisters. Neben Werken des deutschen und italienischen Repertoires (u. a. zahlreiche Opern von Richard Strauss, Wolfgang Amadeus Mozart, Richard Wagner, Giacomo Puccini, Giuseppe Verdi, Alban Berg) leitete er dort 1996/97 vier Produktionen eines Janáček-Zyklus, der die Opern „Jenůfa“, „Káťa Kabanová“, „Die Ausflüge des Herrn Brouček“ und „Aus einem Totenhaus“ umfasste, sowie zahlreiche Konzerte und überdies mehrere Uraufführungen im Rahmen des „Steirischen Herbstes“, so z. B. von Otto M. Zykan und Wolfgang Rihm.
Regelmäßige Gastdirigate in Konzert und Oper führten ihn außerdem zu den Wiener Symphonikern, zum Radio-Symphonieorchester Wien, an die Volksoper Wien, zu den Budapester Symphonikern, dem Tonkünstler-Orchester Niederösterreich, an das Saarländische Staatstheater,, die Staatsoper Hamburg die Lettische Nationaloper Riga, die Seoul Metropolitan Opera (1996 koreanische Erstaufführung des „Rosenkavaliers“ von Richard Strauss), ans Theater Basel, zum Bruckner Orchester Linz („Tannhauser“, „Cenerentola“, „Der Barbier von Sevilla“ u. a.), an das Teatro Verdi Triest („Wozzeck“, „Salome“, „Peter Grimes“ u. a.),, ans Teatro Filarmonico di Verona/Arena di Verona, an die Komische Oper Berlin sowie zum Metropolitan Symphony Orchestra Tokyo] (2008 „Aida“ in der Inszenierung von Peter Konwitschny, 2011 ein Konzertprogramm). Im Jahre 2002 wechselte er für zwei Jahre in ein festes Engagement an die Volksoper Wien.
Von 2006 bis 2011 leitete er als Generalmusikdirektor das Niedersächsische Staatsorchester der Staatsoper Hannover. Neben Opern von u. a. Benjamin Britten, Giuseppe Verdi und Leoš Janáček leitete er an diesem Haus auch den gesamten „Ring“-Zyklus von Richard Wagner unter der Regie von Barrie Kosky. Gleichfalls konzipierte und leitete er in Hannover Konzerte mit Werken u. a. von Wolfgang Amadeus Mozart, Ludwig van Beethoven, Franz Schubert, Antonín Dvořák, Igor Strawinsky, Pjotr Iljitsch Tschaikowski, Anton Webern und Gustav Mahler.
An der Grazer Universität für Musik und Darstellende Kunst war er von 1986 bis zu seiner Emeritierung im Jahr 2017 als ordentlicher Professor für Partiturspiel und Korrepetition tätig.
Wolfgang Bozic ist mit der Schriftstellerin Jenny Erpenbeck verheiratet, mit der er einen gemeinsamen Sohn hat. Er lebt in Berlin und Graz.

## Preise
- 1969 Coudenhove-Kalergi-Preis[2]
- 1981 Karl-Böhm-Interpretationspreis[20]
- 2006 Preis der Deutschen Schallplattenkritik für die Einspielung der Operette „Eva“ von Franz Lehár

## Mitwirkung
Als Schauspieler in dem Film Ein Badeunfall (1976), Regie Fritz Umgelter